# Мате Залка
Мате Залка (на унгарски: Zalka Máté) е унгарски генерал от интернационалните бригади по време на гражданската война в Испания.

## Биография
Мате Залка е роден като Бела Франкъл в еврейско семейство. Завършва основно училище в град Матешалка. След като завършва търговско училище в Сату Маре, с избухването на Първата световна война влиза в австро-унгарските въоръжени сили като доброволец, бие се на италианския фронт като младши офицер, след това е прехвърлен на Източния фронт. Ранен и пленен от руските войски край Луцк през 1916 г.
Пленен е в Хабаровск. Подобно на много други австро-унгарски военнопленници, вдъхновен от революцията (преврата) от 1917 г. в Русия, започва да се увлича от социалистически идеи и се присъединява към комунистическото движение (задочно към забранената Унгарска комунистическа партия през 1920 г.). Залка участва в Гражданската война в Русия в Сибир, воюва в състава на международен червен отряд, участва в селски въстания в тила на Александър Колчак, от 1919 г., боец от 18-та Сибирска партизанска армия под командването на Александър Кравченко и Пьотър Щетинкин.
След като се присъединява към партизаните с основните сили на Източния фронт на Червената армия през 1920 г., Залка заема командни длъжности. През 1921 – 1923 г. участва в битките срещу отрядите на Нестор Махно и в потушаването на въстанията в Украйна. През 1923 г. е в запаса.
През 1923 – 1925 г. работи като дипломатически куриер, работи на икономическа работа, директор на Театъра на революцията в Москва. От 1925 г. се занимава с професионална литературна дейност. От началото на 1928 г. е назначен и в апарата на Централния комитет на Всесъюзната комунистическа партия на болшевиките. От края на 20-те години сътрудничи в бюрото на Международната асоциация на революционните писатели. Един от инициаторите за създаването на Литературната асоциация на Червената армия и флота.
От 1936 г. под името „генерал Лукач“ се бие в Гражданската война в Испания, командва 12-та интернационална бригада. Залка е убит от фрагмент от снаряд на магистралата близо до Уеска, която е обстрелвана от фашистката артилерия. Погребан е в южната част на Испания, но по-късно останките му са препогребани в Унгария - на военното гробище в Будапеща.

## Творчество
Творчеството на Мате Залка е посветено предимно на военна тематика. Още докато служи в австро-унгарската армия, написва антивоенния разказ „Войникът Янош“, заради когото командването иска да го понижи в ранг. Безсмислието и несправедливостта на Първата световна война е посветена на най-известната творба на Залка - романът „Добердо“ (1937), завършен малко преди смъртта му, написан на унгарски и руски език.